# Edward Bates
Edward Bates (ur. 4 września 1793 w hrabstwie Goochland, zm. 25 marca 1869 w Saint Louis) – amerykański polityk.

## Życiorys
Urodził się 4 września 1793 roku na terenie hrabstwa Goochland. Jego braćmi byli Frederick Bates i James Woodson Bates. Ukończył Charlotte Hall Military Academy, a następnie służył jako sierżant ochotniczej brygady w czasie wojny z Wielką Brytanią. Następnie przeniósł się do Saint Louis, gdzie studiował prawo, został przyjęty do palestry i otworzył prywatą praktykę. na przełomie drugiej i trzeciej dekady XIX wieku pracował jako prokurator okręgowy i stanowy. W 1822 roku zasiadł w legislaturze stanowej Missouri. W 1827 roku został wybrany na dwuletnią kadencję do Izby Reprezentantów z ramienia Partii Demokratyczno-Republikańskiej. Po bezskutecznej reelekcji powrócił do praktykowania prawa i ponownie zasiadł w legislaturze stanowej w 1830 roku. W 1850 roku odmówił przyjęcia stanowiska sekretarza wojny w gabinecie Millarda Fillmore’a. W 1861 roku prezydent Abraham Lincoln zaproponował mu objęcie funkcji prokuratora generalnego. Bates piastował to stanowisko do września 1864 roku. Zmarł 25 marca 1869 w Saint Louis.